# Šamši-ilu
Šamši-ilu (fl. IX-VIII secolo a.C.) fu un influente dignitario di corte e comandante in capo (turtanu) dell'Impero neo-assiro.

## Biografia
Probabilmente non nato in Assiria, anche se proveniente da un nobile lignaggio arameo della tribù Bit-Adini, è comunque probabile che si sia formato presso la corte imperiale. In seguito, salì nei ranghi dell'esercito assiro fino a diventare turtanu, ciò comandante in capo facente funzione del sovrano quando questi non poteva guidare l'esercito. Probabilmente fu nominato governatore quando Salmanassar III (regno 859-824 a.C.) annetté i territori dei Bit-Adini.
Šamši-ilu si mantenne negli alti ranghi dell'esercito e dell'amministrazione imperiale assira anche sotto i re Adad-nirari III (regno 811-783 a.C.) e Salmanassar IV (regno 783-773 a.C.) e forse anche oltre: si ritiene possa aver avuto contatti con lo stesso Tiglatpileser III quando anche lui era solo un alto ufficiale. Potrebbe anche aver preso parte alla ribellione che mise Tiglatpileser III sul trono in sostituzione di Assur-nirari V nel 745 a.C. anche se ciò allungherebbe di molto la durata complessiva della sua vita.
Molto probabilmente avrebbe potuto essere uno dei comandanti in capo nella campagna assira contro Damasco nel 796 a.C. La sua campagna più famosa e ben documentata fu quella contro il re Argishtis I di Urartu nel 780 a.C. che lui celebrò senza curarsi di menzionare nella stele il nome del re Adad-nirari III per il quale stava formalmente combattendo. Il suo nome è apparso su molti monumenti pubblici come il colossale leone di pietra che spiega le sue vittorie in questa campagna. È anche noto per aver trasferito accordi di terra e confine con i siro-ittiti che sono registrati su una stele di pietra. Šamši-ilu aveva sede a Kar-Shalmaneser e iniziò a fare una campagna dai probabili intenti dinastici a ovest dell'Eufrate, senza il consenso del re.